# Фудбалска лопта
Фудбалска лопта је реквизит за фудбалску игру.

## Мере и особине лопте
- Лопта мора бити округлог облика.
- Мора бити израђена од коже или неког другог материјала одобреног искључиво од ФИФЕ.
- Обим је између минимално 68 и максимално 70 цм.
- Не сме бити лакша од 410 и тежа од 450 грама (на почетку такмичења).
- Притисак у лопти мора бити између 0.6 и 1,1 атмосфера.

Да би се утакмица одиграла, неопходно је да клубови домаћини обезбеде одређен број лопти. Прописани су и произвођачи, односно натписи на лоптама са којима се могу играти међународне и првенствене утакмице (ознаке су доказ да је лопта прошла процедуру провере и да одговара прописаним стандардима за такмичење). Пре почетка сваке утакмице клуб домаћин је у обавези да све лопте које су намењене за игру преда судији на проверу. Лопте за игру на теренима покривеним снегом морају бити у посебним бојама (неписано правило - црвена боја).

## Замена оштећене лопте током утакмице
Уколико се лопта оштети у току утакмице, судија је обавезан:
- Да заустави игру,
- Резервну лопту судија, спушта на месту где је констатована неисправност лопте и тако настави игру,
- Ако се лопта оштети пре убацивања у игру, она се једноставно замени резервном лоптом која одговара прописима.

## ФИФА-ини прописи

### Уверавање у квалитет лопте
За потребе такмичења, само с лоптама које задовољавају барем минимум свих већ описаних особина је дозвољено играти. Лопта којом се игра на такмичењу под ФИФА-ом, УЕФА-ом или конфедерацијом, мора на себи имати барем једну од ове три ознаке. 

### Рекламирање на лопти
Према ФИФА–иним прописима на лоптама су дозвољене су само три врсте оглашавања:
- лого такмичења
- лого организатора такмичења
- лого произвођача лопте

Сва ова правила, према ФИФА-и, служе за побољшање стандарда и квалитете главног објекта на терену.